# RG-31

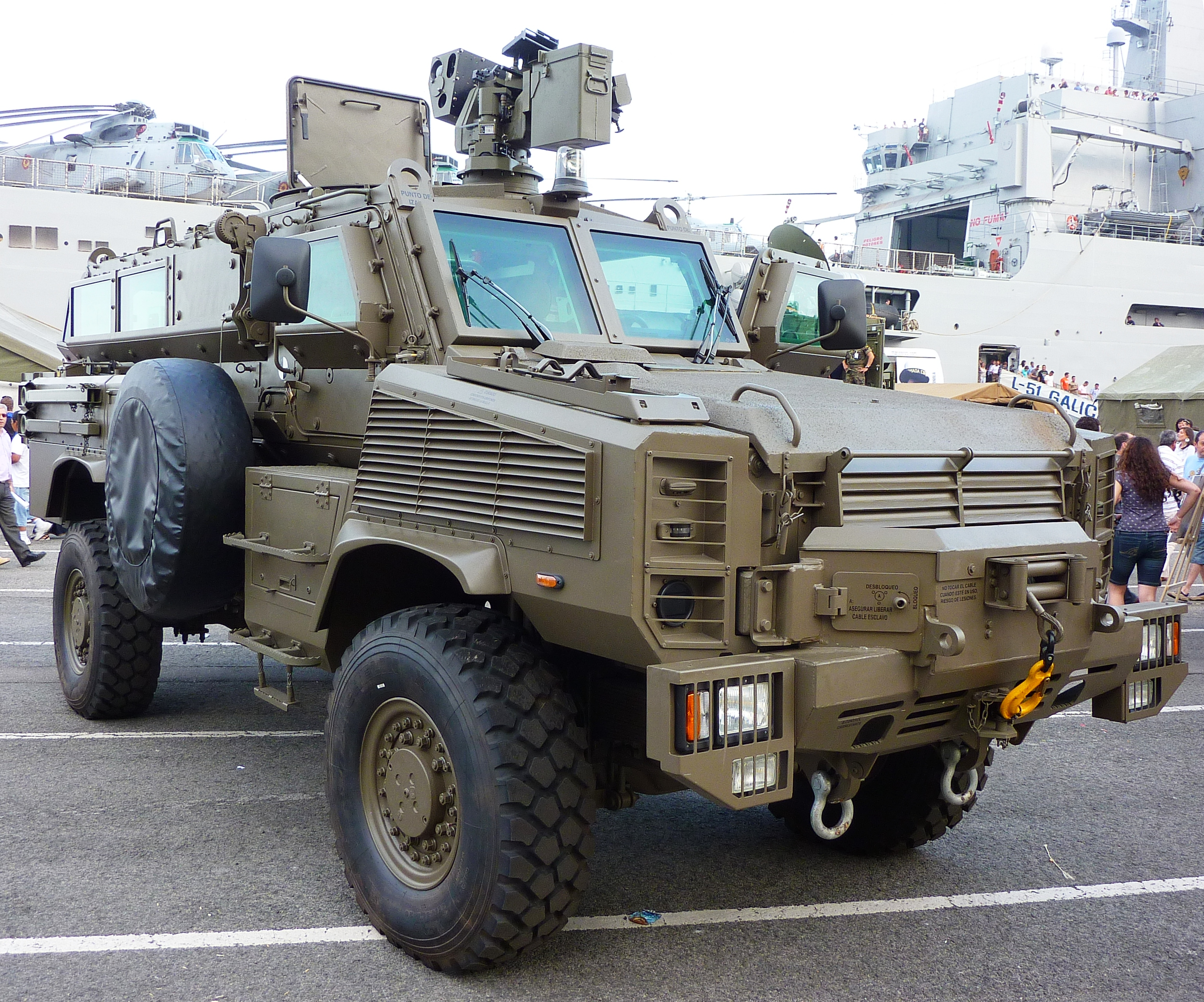
Un RG-31 Mk.5E Nyala de l'Exèrcit de Terra d'Espanya.

RG-31 Nyala («antílop» en afrikaans) és un vehicle multipropòsit protegit contra mines fabricat per BAE Systems Land Systems OMC (abans Land Systems OMC) a Sud-àfrica, basat en el Mamba APC de TFM Industries. El xassís monocasc en forma de «V» d'acer soldat i la suspensió alta del vehicle van ser dissenyats per resistir una explosió equivalent a dues mines antitancs TM-57 detonades simultàniament.